# Ито, Тэруёси
Тэруёси Ито (яп. 伊東 輝悦 Ито: Тэруёси, род. 31 августа 1974, Сидзуока) — японский футболист, полузащитник клуба «Адзул Кларо Нумадзу».

## Карьера
На протяжении своей футбольной карьеры выступал за клубы «Симидзу С-Палс», «Ванфоре Кофу», «Нагано Парсейро».

## Национальная сборная
С 1997 по 2001 год сыграл за национальную сборную Японии 27 матчей.

## Статистика за сборную
| Сборная Японии | Сборная Японии | Сборная Японии |
| Год            | Матчи          | Голы           |
| -------------- | -------------- | -------------- |
| 1997           | 1              | 0              |
| 1998           | 1              | 0              |
| 1999           | 7              | 0              |
| 2000           | 7              | 0              |
| 2001           | 11             | 0              |
| Итого          | 27             | 0              |

## Достижения

### Командные
- Кубок Императора: 2001
- Кубок Джей-лиги: 1996

### Индивидуальные
- Включён в сборную Джей-лиги: 1999